# Daniel Antón Fernández
Daniel Antón Fernández ( Barcelona, 23 de septiembre de 1987) es un técnico de efectos especiales español. Ha trabajado tanto en series de televisión Isabel (2012), Víctor Ros (2015), como en cortos, así como en diversas películas, como Los juegos de hambre: Sinsajo - Parte 2 (2015) Monster Trucks (2017), La Bella y la bestia (2017),  Thor: Ragnarok (2017), Avengers: Infinity War (2018), Shazam! (2019) o Avengers: Endgame (2019), entre otras.

## Biografía y carrera
Nacido y criado en Moncada y Reixach (Barcelona), Daniel Antón Fernández cursó estudios superiores de audiovisuales y de cine, así como estudios de efectos especiales.[cita requerida]
Al acabar los estudios empezó a trabajar como becario y empezó a realizar sus propios proyectos, hasta que le contrataron para trabajar en la serie de televisión española Isabel (2015),  como director de efectos especiales y visuales.[cita requerida]
Aparte de esta serie, trabajó en otras, así como en diversos proyectos en el ámbito nacional como "Victor Ros" o "Sin Identidad" además de varias Publicidades, hasta que después de presentar sus proyectos en la Primera feria B'ars de Barcelona, le contrataron en MPC, empresa especializada en vfx, y se trasladó a Vancouver en 2014. Allí, trabajó como artista Matte painter en las películas  Los juegos de hambre: Sinsajo - Parte 2 (2015), Monster Trucks (2017), The Finest Hours (2016) y The Fate of the Furious (2015). Un año después fue contratado por otra empresa especializada en vfx en Vancouver, Digital Domain, para la cual sigue trabajando hoy en día y ha realizado películas como Spider-Man: Homecoming (2017), La bella y la bestia (2017), Avengers: Infinity War (2018), Ant-Man and the Wasp (2018) y Avengers: Endgame (2019) , en los cuales trabajó como environment Artist, así como en The Fate of the Furious (2017), Thor: Ragnarok (2017) o ¡Shazam! (2019),  Free Guy (2021) y Loki (2021) en las cuales ejerció de Environments Lead.
Actualmente se encuentra trabajando en diversos proyectos aún no estrenados.[cita requerida]

## Filmografía

### Cine
| Año  | Título                                   | Rol                  |
| ---- | ---------------------------------------- | -------------------- |
| 2015 | Furious 7                                | Artista de entornos  |
| 2015 | Los juegos del hambre: Sinsajo - Parte 2 | Artista de entornos  |
| 2016 | The Finest Hours                         | Artista de entornos  |
| 2016 | Monster Trucks                           | Artista de entornos  |
| 2016 | Los hombres libres de Jones              | Artista de entornos  |
| 2017 | La bella y la bestia                     | Artista de entornos  |
| 2017 | The Fate of the Furious                  | Artista de entornos  |
| 2017 | Spider-Man: Homecoming                   | Artista de entornos  |
| 2017 | Thor: Ragnarok                           | Director de entornos |
| 2018 | Avengers: Infinity War                   | Artista de entornos  |
| 2018 | Ant-Man and the Wasp                     | Artista de entornos  |
| 2019 | Shazam!                                  | Director de entornos |
| 2019 | Avengers: Endgame                        | Artista de entornos  |
| 2020 | The Rescue                               | Director de entornos |
| 2021 | Free Guy                                 | Director de entornos |
| 2021 | Loki                                     | Director de entornos |
| 2021 | She-Hulk                                 | Director de entornos |

### Series de televisión
| Año  | Título                               | Episodios    | Rol                                                  |
| ---- | ------------------------------------ | ------------ | ---------------------------------------------------- |
| 2014 | Víctor Ros                           | 6 episodios  | Compositor digital                                   |
| 2014 | Sin identidad                        | 1 episodio   | Artista de efectos visuales                          |
| 2013 | Isabel                               | 53 episodios | Artista y supervisor de efectos digitales y visuales |
| 2015 | Hospital Real                        | 15 episodios | Artista de efectos visuales                          |
| 2019 | Una serie de catastróficas desdichas | 1 episodio   | Artista de entornos                                  |